# أندي كولينز
أندي كولينز (بالإنجليزية: Andy Collins)‏ هو مقدم تلفزيوني بريطاني، ولد في 4 يوليو 1970.